# Suelta mi mano
«Suelta mi mano» es una canción de la agrupación mexicana-argentina Sin Bandera publicado como el primer sencillo de su tercer álbum de estudio Mañana (2006), salió a la luz el día 19 de septiembre del 2005. Esta canción es de las más populares del disco, fue escrita por ellos mismos y producida por Aureo Baquiero.
También ha estado dentro de los discos de grandes éxitos de ellos y en vivo de todas sus presentaciones.

## Lista de canciones

### CD - Promo[7]
| Suelta mi mano — Single |                  |          |  |
| N.º                     | Título           | Duración |  |
| 1.                      | «Suelta mi mano» | 4:02     |  |

## Posiciones en las listas
| Listas (2006)                              | Posición |
| ------------------------------------------ | -------- |
| Estados Unidos Billboard Hot Latin Tracks  | 1        |
| Estados Unidos Billboard Latin Airplay     | 6        |
| Estados Unidos Billboard Latin Pop Airplay | 1        |